# Marsa FC
Marsa Football Club är en maltesisk fotbollsklubb baserad i Il-Marsa. Fotbollsklubb grundades 1920. Laget spelade i UEFA-cupen säsongen 1971/1972 och har gjort flera säsonger i Maltas högstadivision. Större matcher kan spelas på Ta’ Qali-stadion i Ta’ Qali.

## Färger
| Marsa FC | Marsa FC |

### Dräktsponsor
- Nike: ????
- Macron: 20??–nutid

### Trikåer
| ? · Hemmaställ | ? · Hemmaställ | ? · Hemmaställ | 2018/19 · Hemmaställ | 2019/20 · Hemmaställ | 2019/20 · Bortaställ |

## Placering senaste säsonger
| Säsong  | Nivå | Liga                 | Placering | Referens      | Notering                        |
| ------- | ---- | -------------------- | --------- | ------------- | ------------------------------- |
| 2012/13 | 4    | Third Division       | 4         | [ 3 ]         | Uppflyttad till Second Division |
| 2013/14 | 3    | Second Division      | 9         | [ 4 ]         |                                 |
| 2014/15 | 3    | Second Division      | 11        | [ 5 ]         |                                 |
| 2015/16 | 3    | Second Division      | 1         | [ 6 ]         | Uppflyttad till First Division  |
| 2016/17 | 2    | First Division       | 12        | [ 7 ] [ 8 ]   |                                 |
| 2017/18 | 2    | First Division       | 11        | [ 9 ] [ 10 ]  |                                 |
| 2018/19 | 2    | First Division       | 14        | [ 11 ] [ 12 ] | Nedflyttad till Second Division |
| 2019/20 | 3    | Second Division      | 1         | [ 13 ]        | Uppflyttad (pandemin)           |
| 2020/21 | 2    | Challenge League     | 1         | [ 14 ] [ 15 ] | Uppflyttad till Premier League  |
| 2021/22 | 2    | Challenge League (B) | 4         | [ 16 ]        | B grupp i Challenge League      |
| 2022/23 | 2    | Challenge League     | 12        | [ 17 ]        |                                 |
| 2023/24 | 2    | Challenge League     | 3         | [ 18 ]        |                                 |

## Spelare
| Nr | Land     | Pos | Namn             |
| -- | -------- | --- | ---------------- |
| 1  | Malta    | MV  | Keith Brincat    |
| 12 | Ryssland | MV  | Sergey Danilov   |
| 22 | Malta    | MV  | Demis Grima      |
| 8  | Malta    | F   | Carl Cremona     |
| 5  | Malta    | F   | Kevin Scerri     |
| 14 | Malta    | F   | Brian Żammit     |
| 2  | Malta    | F   | Sean Cutajar     |
| 25 | Malta    | F   | Lee Cumbo        |
| 15 | Malta    | F   | Joseph Rizzo     |
| 17 | Malta    | F   | Jean Paul Żammit |
| 16 | Malta    | F   | Dylan Agius      |

| Nr | Land    | Pos | Namn                         |
| -- | ------- | --- | ---------------------------- |
| 4  | Malta   | MF  | Elland Vella                 |
| 19 | Malta   | MF  | Kurt Żammit                  |
| 13 | Malta   | MF  | Johan Camilleri              |
| 5  | Malta   | MF  | Steve Buhagiar               |
| 10 | Malta   | MF  | Clayton Caruana              |
| 21 | Malta   | MF  | Josef Feliċe                 |
| 24 | Nigeria | MF  | Basil Chibueze               |
| 7  | Serbien | MF  | Alexander Ribic              |
| 18 | Ghana   | A   | Jusif Abdullami              |
| 9  | Malta   | A   | Kerstin Brincat              |
| 20 | Malta   | A   | Malcolm Tirchett (lagkapten) |

## Tränare
- David Pace (2012–2013)
- Malcolm Tirchett (2013–2014)
- David Carabott, (2014–2015)
- Ivan Casha (2015–2017)
- Robert Magro (2017–2018)
- Borislav Giorev (2018–2019)
- Alfred Attard (2019)
- José Borg (2019–2021)
- Vincenzo Potenza, (sedan juni 2021)[19]
- Johan Zammit, (20??–20??)

## Kända spelare
- Raymond Vella, (1975–1985)
- Graham Bencini
- Johan Zammit

### Fotnoter
1. ↑  ”UEFA Cup 1971-72” (på engelska). RSSSF. 1971-1972. http://www.rsssf.com/ec/ec197172.html#uefa. Läst 30 juli 2013.
2. ↑  ”Malta - List of Final Tables” (på engelska). RSSSF. http://www.rsssf.com/tablesm/malthist.html. Läst 30 juli 2013.
3. ↑  2012/13 på RSSSF
4. ↑  2013/14 på RSSSF
5. ↑  2014/15 på RSSSF
6. ↑  2015/16 på RSSSF
7. ↑  2016/17 på RSSSF
8. ↑  2016/17 på Soccerway
9. ↑  2017/18 på RSSSF
10. ↑  2017/18 på Soccerway
11. ↑  2018/19 på RSSSF
12. ↑  2018/19 på Soccerway
13. ↑  2019/20 på RSSSF
14. ↑  2020/21 på RSSSF
15. ↑  2020/21 på Soccerway
16. ↑  2021/22 på RSSSF
17. ↑  2022/23 på RSSSF
18. ↑  2023/24 på RSSSF
19. ↑  I. Di Nuzzo (14 juni 2021). ”UFFICIALE – Potenza riparte da Malta: è il nuovo allenatore del Marsa Fc” (på italienska). https://campaniafootball.com/serie-d/14/06/2021/ufficiale-potenza-riparte-da-malta-e-il-nuovo-allenatore-del-marsa-fc/. Läst 17 juli 2021.